# Wladimir Stepanowitsch Sobolew
Wladimir Stepanowitsch Sobolew (russisch Владимир Степанович Соболев; * 17.jul. / 30. Mai 1908greg. in Lugansk, Russisches Kaiserreich; † 1. September 1982 in Moskau, Sowjetunion) war ein russischer Mineraloge, Petrologe und Geologe.

## Leben
Sobolew studierte am Bergbauinstitut in Leningrad mit dem Abschluss 1930. In den 1930er-Jahren studierte er die Petrologie der sibirischen Trapp-Formationen als Mitglied des Zentralen Geologischen Instituts. Außerdem war er in dieser Zeit in der Abteilung Petrologie der Staatlichen Universität Leningrad. In dieser Zeit machte er Vorhersagen für primäre Diamantlagerstätten (Kimberlitschlote) in Sibirien, die er aus strukturgeologischen Ähnlichkeiten des Kratons Sibiriens mit Südafrika folgerte. Darauf setzte eine mit hohem Aufwand betriebene gezielte und am Ende (fünfzehn Jahre später) sehr erfolgreiche Suche ein, auch in Gebieten, in denen zuvor noch keine Funde gemacht wurden, die aber geologisch vielversprechend waren. 1941 bis 1943 war er Berater für den Geologischen Dienst in Sibirien und an der Universität in Irkutsk. Ab 1945 war er an der Staatlichen Universität Lemberg. 1958 ging er zur sibirischen Abteilung der sowjetischen Akademie der Wissenschaften und war einer der Gründer des Instituts für Geologie und Geophysik in Nowosibirsk, dessen stellvertretender Direktor er war. 1960 bis 1980 war er außerdem Professor und Leiter des Instituts für Mineralogie und Petrologie der Staatlichen Universität Nowosibirsk und dort 1962 bis 1971 Dekan der Geowissenschaften.
Sobolew befasste sich danach insbesondere mit metamorphen Gesteinen. Er arbeitete sowohl theoretisch als auch experimentell in Mineralogie und Petrologie.

## Ehrungen und Mitgliedschaften
Er war Mitglied der Russischen Akademie der Wissenschaften, korrespondierendes Mitglied der Ukrainischen Akademie der Wissenschaften und war 1974 bis 1978 Präsident der International Mineralogical Association. 1978 wurde er Ehrenmitglied der Mineralogical Society of Great Britain and Ireland und er war Ehrenmitglied der österreichischen Mineralogischen Gesellschaft sowie der mineralogischen Gesellschaften in Frankreich, Ungarn, Bulgarien, der Tschechoslowakei, Irland und der Sowjetunion (sowjetische All-Union Mineralogische Gesellschaft). Er erhielt den Lenin- und den Stalinpreis.
Ein von Alexander Petrowitsch Chomjakow, T. A. Kurowa und N. I. Tschistjakowa 1983 beschriebenes, neues Mineral erhielt ihm zu Ehren den Namen Sobolevit.

## Schriften
- Herausgeber The Facies of metamorphism, Australian National University, Canberra 1972 (Übersetzung aus dem Russischen)
- Herausgeber The Facies of regional metamorphism at high pressures , Australian National University, Canberra 1975 (Übersetzung aus dem Russischen)
- mit A. N. Sawarizki The physicochemical principles of igneous petrology, Jerusalem, Israel Program for Scientific Translations 1964